# Naturwälder in den Landesforsten Barlohe
Die Naturwälder in den Landesforsten Barlohe sind ein Naturschutzgebiet in den schleswig-holsteinischen Gemeinden Bargstedt, Hamweddel, Luhnstedt, Mörel, Nienborstel und Stafstedt im Kreis Rendsburg-Eckernförde.
Das rund 375 Hektar große Naturschutzgebiet ist unter der Nummer 212 in das Verzeichnis der Naturschutzgebiete des Ministeriums für Energiewende, Landwirtschaft, Umwelt, Natur und Digitalisierung eingetragen. Das Naturschutzgebiet ist Bestandteil des 2.366 Hektar großen EU-Vogelschutzgebietes „Staatsforsten Barlohe“ und zu einem großen Teil Bestandteil des 711 Hektar großen FFH-Gebietes „Wälder der nördlichen Itzehoer Geest“. Das Gebiet steht seit dem 30. Juni 2017 unter Schutz (Datum der Verordnung: 30. Mai 2017). Zuständige untere Naturschutzbehörde ist der Kreis Rendsburg-Eckernförde.
Das aus sieben Teilflächen bestehende Naturschutzgebiet liegt nordwestlich von Neumünster und südlich von Rendsburg im Naturpark Aukrug. Es umfasst mehrere Waldkomplexe, von denen 334 Hektar als Naturwald ausgewiesen sind:
- ein Bereich des nordwestlich von Hamweddel liegenden „Hamweddeler Geheges“ (Vogelschutzgebiet, Naturwald),
- zwei Bereiche des zwischen Embühren und Todenbüttel liegenden „Großen Haaler Geheges“ (Vogelschutz- und FFH-Gebiet, Naturwald),
- ein Bereich des nordwestlich von Nindorf liegenden „Luhnstedter Geheges“ (Vogelschutz- und FFH-Gebiet, nahezu vollständig Naturwald),
- ein Bereich des zwischen Luhnstedt und Oldenhütten liegenden „Born“ (Vogelschutzgebiet, teilweise Naturwald),
- ein Bereich des nordöstlich von Heinkenborstel liegenden „Geheges Himmelreich“ (Vogelschutzgebiet, teilweise auch FFH-Gebiet, größtenteils Naturwald) und
- ein Bereich des südwestlich von Heinkenborstel liegenden „Geheges Westerholz“ (Vogelschutz- und FFH-Gebiet, größtenteils Naturwald).[4]

Die Waldkomplexe werden von für die schleswig-holsteinische Geestlandschaft typischen Buchenwäldern in den Ausprägungen Hainsimsen-Buchenwald und Waldmeister-Buchenwald sowie Stieleichen-Hainbuchenwald gebildet. Die Strauchschicht wird u. a. von Stechpalme und gelegentlich Eibe gebildet. In der Krautschicht siedeln teilweise gefährdete Arten, darunter Alpenhexenkraut, Scheidiger Gelbstern, Rippenfarn und Wiesenschachtelhalm. Die Wälder verfügen über einen hohen Anteil an Alt- und Totholz. 
In den Wäldern sind Quellbereiche und naturnahe Bachläufe, insbesondere in Senken auch versumpfte Bereiche zu finden. Entlang der Bachläufe stocken vielfach Auwälder mit Schwarzerle und Esche. Die Waldränder sind naturnah ausgeprägt.
Die Wälder sind Lebensraum einer artenreichen Flora und Fauna. Von besonderer Bedeutung nach der Vogelschutzrichtlinie sind Uhu, Seeadler, Wespenbussard, Rotmilan, Schwarzstorch, Mittel- und Schwarzspecht. Im „Hamweddeler Gehege“ nistet eine Starenkolonie in ihrem natürlichen Habitat. Die Bachläufe beherbergen das Bachneunauge mit relativ großen Populationen im „Großen Haaler Gehege“ und im „Gehege Himmelreich“. In Stillgewässern ist der Kammmolch heimisch.
Bereiche, die noch forstwirtschaftlich bewirtschaftet werden, sollen ab dem Jahr 2021 einer weitgehend eigendynamischen Entwicklung unterliegen. Bis Ende 2020 sollen nicht einheimische Nadelbäume, die teilweise in den Wäldern stocken, geerntet werden.[veraltet] An das Naturschutzgebiet angrenzende Waldbereiche sollen naturnah entwickelt werden und als Pufferzone dienen.